# Ein Kessel Buntes

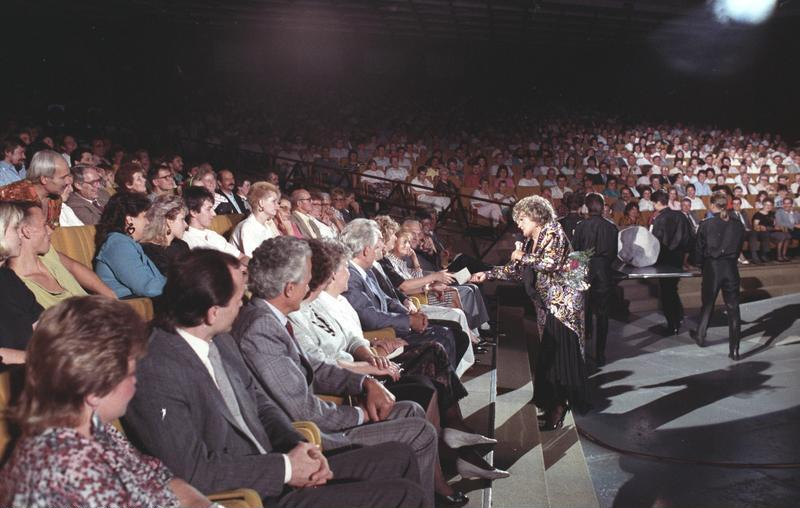
Ein Kessel Buntes im Palast der Republik mit Moderatorin Helga Hahnemann, 100. Sendung vom 23. September 1989

Ein Kessel Buntes war eine Samstagabendshow des Fernsehens der DDR, später der ARD, die 21 Jahre lief. Ein Kessel Buntes feierte 2023 sein 50-jähriges Jubiläum mit Wolfgang Lippert.

## Geschichte
Die Unterhaltungssendung wurde am 29. Januar 1972 erstmals auf DDR-F1 ausgestrahlt (Redaktion: Evelin Matt). Sie wurde sechs Mal jährlich in verschiedenen großen Hallen produziert, meist im Berliner Friedrichstadtpalast, aber auch im Palast der Republik, dem Kulturpalast Dresden, der Stadthalle Cottbus oder dem Kulturhaus Gera. „Der Kessel“, wie er oft kurz genannt wurde, wechselte sich monatlich mit Da liegt Musike drin ab. Die Sendung sollte ein Aushängeschild der DDR-Unterhaltung bilden und zur Hauptsendezeit in Konkurrenz zu den Samstagabend-Sendungen von ARD und ZDF stehen, weshalb keine Kosten gescheut wurden, auch internationale Stars zu verpflichten. Zu diesen gehörten beispielsweise die Westberliner Sängerin Manuela (1. westlicher Stargast in der 1. Sendung), Mireille Mathieu, Dalida, Precious Wilson, ABBA, The Rubettes, Penny McLean, Showaddywaddy, Racey oder Katja Ebstein.
Anfänglich, 1972 bis 1977, führte das „Die drei Dialektiker“ genannte Kabarettisten-Trio Manfred Uhlig, Lutz Stückrath und Horst Köbbert durch die Sendung. Später zeichnete sich Ein Kessel Buntes durch kontinuierlichen Wechsel der Moderatoren aus, darunter waren Monika Hauff und Klaus-Dieter Henkler, Dagmar Frederic, Helga Hahnemann, Willi Schwabe, Petra Kusch-Lück, Wolfgang Lippert, Günter Schubert, Heinz Rennhack, Gunter Sonneson und O. F. Weidling.
Auch das sowjetische und tschechoslowakische Fernsehen übertrugen diese Sendung. Nach der Wiedervereinigung Deutschlands wurden Konzept und Name der Sendung von der ARD übernommen, die Ein Kessel Buntes mit dem Moderator Karsten Speck vom 12. Januar 1991 an insgesamt zehn Mal sendete. Einmal moderierte in dieser Zeit auch Frank Schöbel die Sendung. Die letzte Ausgabe lief am 19. Dezember 1992.
An den insgesamt 118 Ausgaben in über zwanzig Jahren waren insgesamt fast 11.000 Mitwirkende, darunter Moderatoren, Artisten, Schauspieler, Sänger, Tänzer und Musiker, beteiligt.
Der Titel der Sendung geht vermutlich auf eine nicht umgesetzte Idee des Hörfunk-Redakteurs Friedrich Ostermuth Anfang der 1950er-Jahre beim Sender Weimar zurück.

## Episodenliste
In der Episodenliste sind die Moderatoren und Gäste zusammengestellt.

## Diskografie
- 2012: Ein Kessel Buntes Vol.1 – Die Schlager Hits der DDR
- 2012: Ein Kessel Buntes Vol.2 – Die Rock und Pop Hits der DDR
- 2012: Ein Kessel Buntes Vol.3 – Hits der Bruderländer in der DDR
- 2012: Ein Kessel Buntes Vol.4 – Die West-Hits in der DDR
- 2013: Ein Kessel Buntes Vol.1 (3 DVD-Set)
- 2013: Ein Kessel Buntes Vol.2 (3 DVD-Set)
- 2013: Ein Kessel Buntes Vol.3 (3 DVD-Set)